# 신무 (전한)
신무(辛茂, ? ~ 3년)는 전한 말기의 관료로, 자는 자연(子淵)이며, 경조윤 장안현 사람이다. 좌장군 신경기의 아들이다.

## 행적
원시 2년(2년), 중랑장(中郞將)에서 수형도위로 승진하였다.
애제가 죽고 평제가 즉위하면서, 왕망이 정권을 잡았다. 이때 왕망의 측근 견풍·견한 또한 덩달아 존귀해졌는데, 신무와 형제들은 자신들이 고관의 자손임을 기억하며 그들과 교류하지 않았다. 한편 평제의 생모 위희의 집안은 중산에 있고 장안에 들어오지 못하였는데, 맏형 신통(辛通)의 아들 신차황(辛次兄)은 위씨 가문의 위자백(衛子伯)과 교류하고 유협을 일삼아 수많은 빈객들이 모여들었다.
원시 3년(3년), 왕망의 큰아들 왕우가 오장·여관과 함께 위희를 장안에 들이려던 음모가 발각되었다. 견풍·견한은 신씨가 위자백과 결탁하였다고 성토하였고, 또 사직 진숭은 신흥을 비롯한 신씨 일족들이 백성들을 괴롭힌 사실을 고발하였다. 결국 신무는 형제들을 비롯하여 일족인 남군태수 신백(辛伯)과 함께 붙잡혀 주살되었다. 이로써 신씨는 몰락하였다.

## 출전
- 반고, 《한서》
  - 권19하 백관공경표 下
  - 권69 조충국신경기전